# تقلید مولری

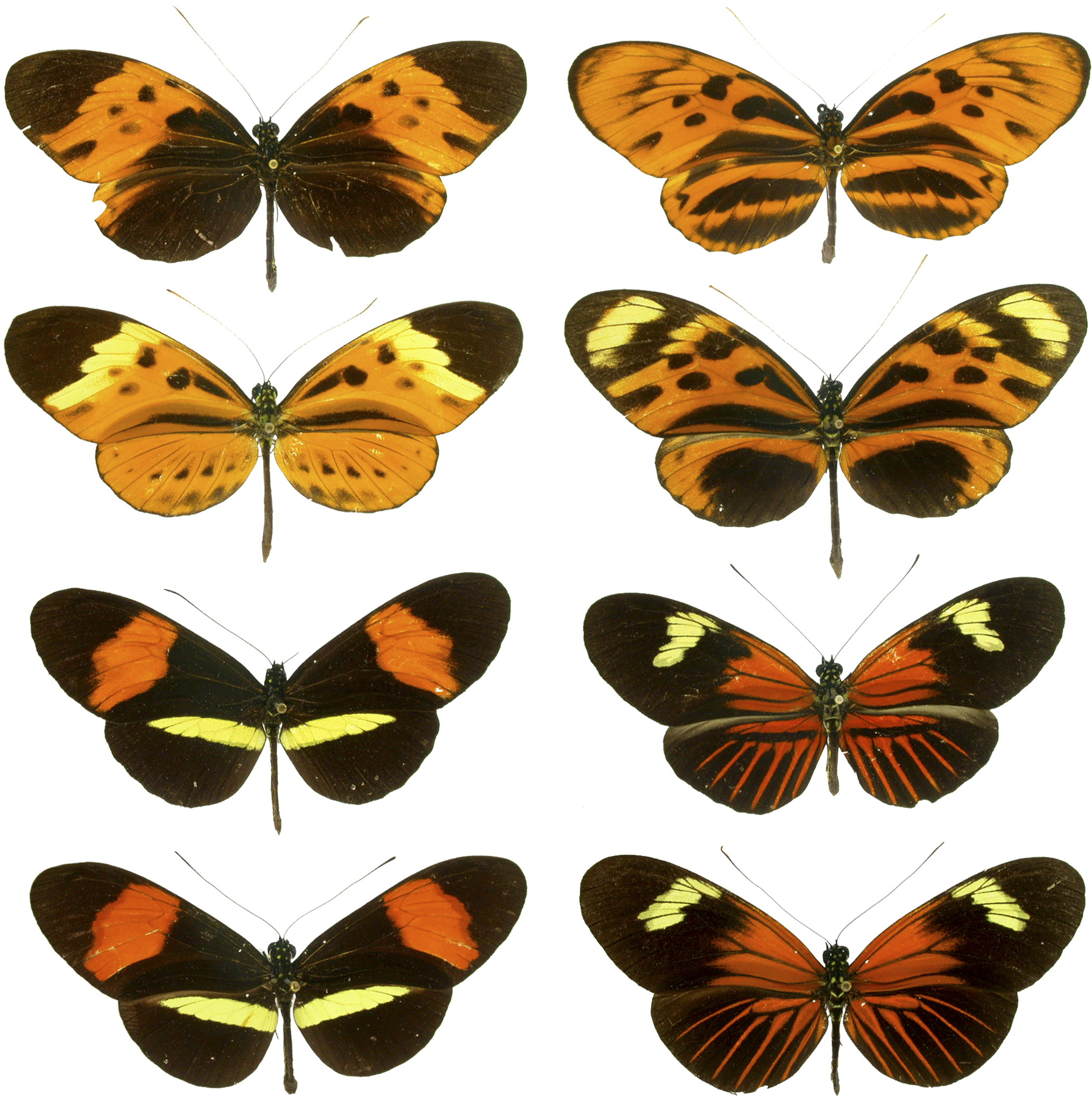
تقلید بین دو گونه

تقلید مولری یک پدیده طبیعی است که در آن یک گونه رفتار و حرکات و شکل یک گونه دیگر که برای شکار مناسب نیست را تقلید می‌کند تا از شکار شدن در امان بماند.  که این پدیده پس از آنکه فریتس مولر، کسی که در سال ۱۸۷۸ برای اولین بار این مفهوم را پیشنهاد کرد نام گذاری شد.